# Еуфросина Палеологина
Еуфросина Палеологина (грчки: Εὐφροσύνη Παλαιολογίνα) је била византијска принцеза, ванбрачна кћи цара Михаила VIII Палеолога (1258-1282). Била је супруга монголског владара Ногај кана.

## Биографија
Нићифор Григора у "Римској историји" Еуфросину погрешно назива Ирином. Еуфросина је била удата за Ногај кана, владара Златне хорде. На основу Пахимеровог списа може се закључити да је брак склопљен негде око 1270. године, годину дана након што је кан Ногај опустошио Тракију. Циљ је било савезништво између монголског и византијског владара и спречавање даљих акција бугарског цара Константина I Тиха Асена против Византијског царства. Пахимер сведочи о улози Еуфросине у догађајима који су се одиграли на Ногајевом двору у време када су тамо боравили претенденти на бугарски престо -  цареви Ивајло и Јован Асен III. Обојица су се надали да ће од монголског владара добити подршку у борби за власт у Другом бугарском царству. Жељену помоћ нису добили. Цар Ивајло је страдао на Ногајевом двору. Цар Јован Асен IIi је побегао у Цариград. Еуфросина је имала улогу у његовом спасавању. Оно се може објаснити родбинским везама између принцезе и цара Јована Асена III. Цар Јован Асен III је био рођак владајуће византијске династије. Овај догађај се вероватно одвијао 1280. године: Георгије Пахимер је известио да је током Ивајловог устанка Еуфросина контактирала своју породицу у Цариграду да их обавести да је цар Ивајло стигао у Златну Хорду. Због тога је цар Михаило VIII послао свог зета код кана Ногаја, бившег бугарског цара Јована Асена III који је био ожењен Еуфросинином полусестром Ирином Палеолог. Неодлучан да изабере између два кандидата за бугарску круну, кан Ногај је у почетку оклевао и одлагао своју одлуку. Међутим, Еуфросина је стала на страну цара Јована Асена III, а цар Ивајло је убијен на гозби којој су присуствовала оба кандидата. Касније је Еуфросина тражила од свог мужа да поштеди цара Јована Асена III, другог претендента на бугарски престо, што му је омогућило да побегне у Малу Азију.
Еуфросина је имала улогу у склапању брка између Теодора Светослава, будућег цара Бугарске, који је више година као талац био на Ногајевом двору, и Еуфросине, ћерке Магуса и унуке богатог трговца Панделеона, блиског пријатеља кана Ногаја. Према Пахимеру, Еуфросина је била кума истоименој жени будућег бугарског цара. Еуфросина је наставила да делује за интересе Цариграда, подржавала је цара Андроника II Палеолога. Учврстила је и позицију Теодора Светослава, и кренула против царице Смилцене Палеолог која је тражила савез са српским краљем Стефаном Урошем II Милутином.
Кана Ногаја су 1299/1300. године, убили Монголи кана Токтаја у бици код Кагамлика, код Дњепра. Судбина Еуфросине Палеолог након ових догађаја је непозната. Могуће је да је умрла пре свог мужа, да је после његове смрти постала жртва борби за власт у Златној Хорди или да је враћена у Цариград. Еуфросина није имала деце. 
Њена сестра Марија Палеолог се удала за Абака Кана из Илханидске Персије. Еуфорсина је била Чакина маћеха.